# Yle TV2
«Иле ТВ2» («Yle TV2») — 2-я телепрограмма акционерного общества «Илейсрадио» (Радио Финляндии). Вещание по ней ведётся без рекламы.

## История
Передачи ведутся с 7 марта 1964 года.

## Языки вещания
Передачи идут на финском языке (некоторые передачи также доступны и на шведском языке) из Тампере.